# Odometru

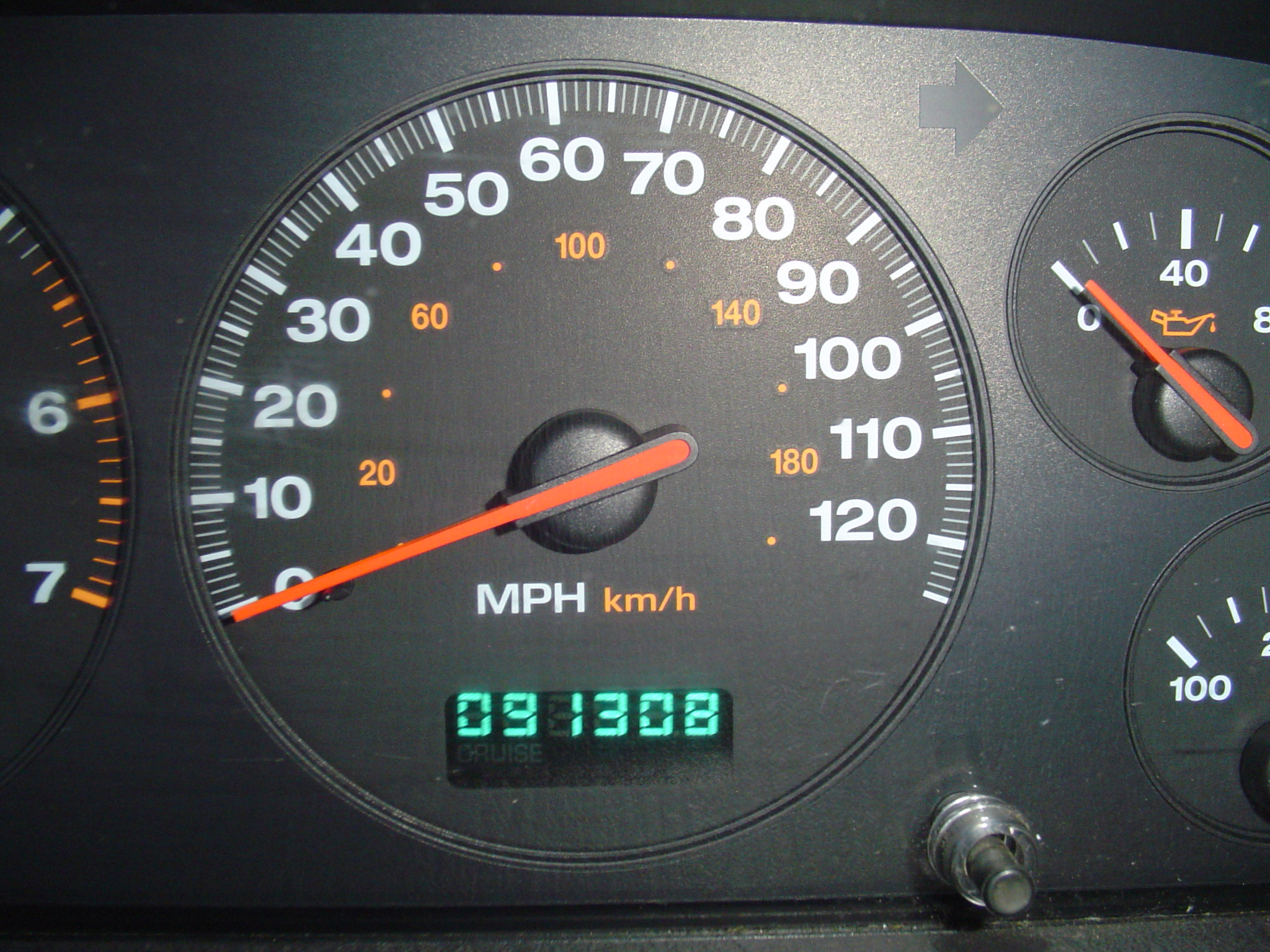
Un odometru (kilometraj) digital marcând 91.308 km.

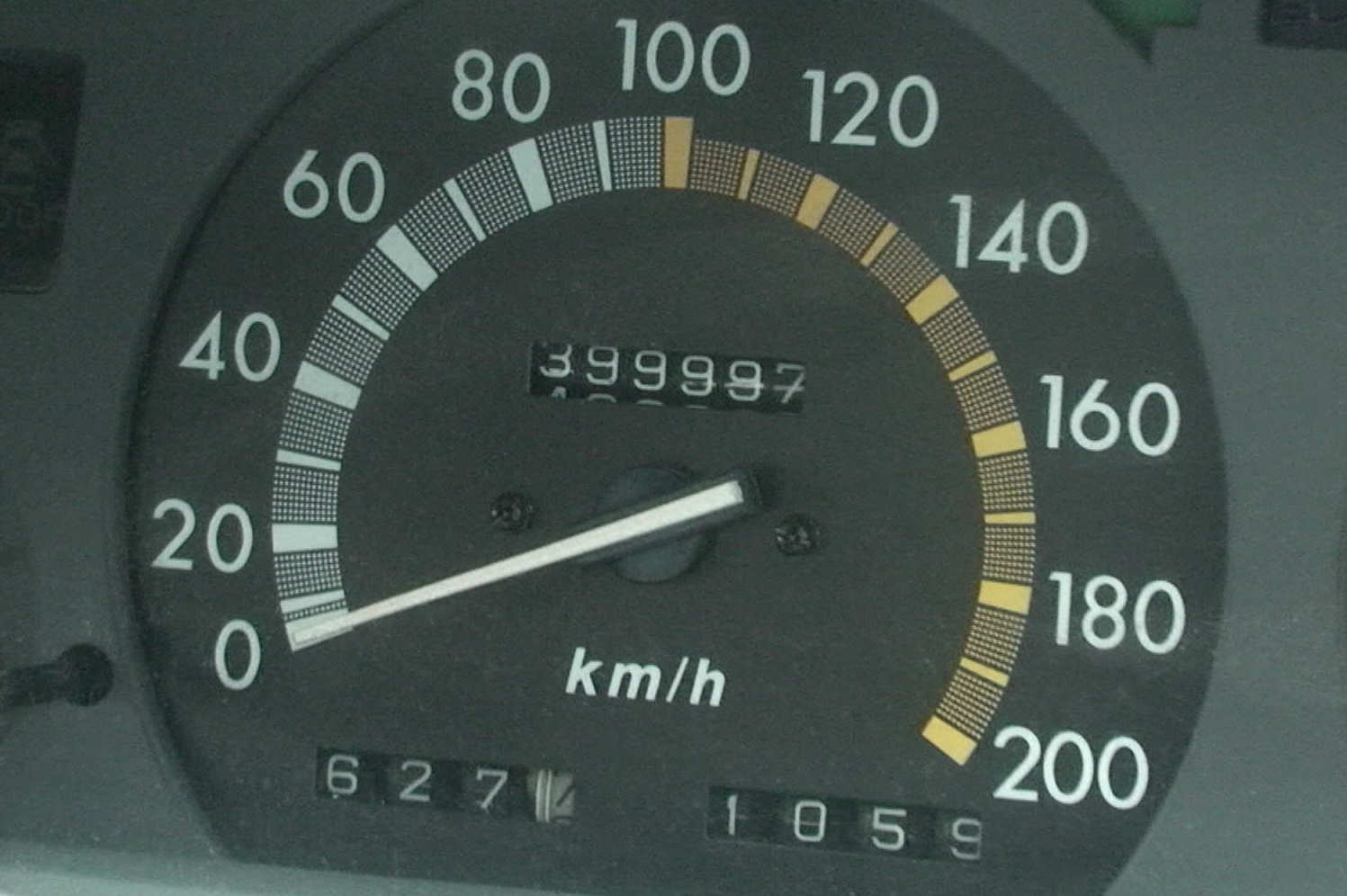
Un odometru (kilometraj) analog cu marcajul de 399.997 km parcurși

Odometrul (contor de parcurs sau kilometraj) (din greacă ὁδός, "cale", și -μέτρον, măsură) este un dispozitiv conceput pentru a măsura distanța parcursă de un vehicul. De obicei, aceasta este indicată pe afișaj cu cuvântul „ODO" pentru distanța totală și „DST" pentru distanțe parțiale.
Vitezometrul funcționează împreună cu contorul de parcurs, deoarece calculul se face între distanța parcursă și timpul în cauză, generând viteza curentă. Astăzi, funcția odometrului poate fi efectuată și prin intermediul GPS. 

## Vezi și
- Vitezometru

## Legături externe
Materiale media legate de Odometru la Wikimedia Commons
- „Odometru” la DEX online